# 3809-es busz
A 3809-es jelzésű autóbuszvonal egy Encs és Arka között közlekedő helyközi járat, amelyet a Volánbusz Zrt. üzemeltet Abaújkér és Abaújszántó érintésével.

## Útvonala
Encs autóbusz állomásáról indul. Gibárt felé hagyja el a várost a 39-es főúton, majd Abaújkéren jobbra kanyarodik Abaújszántó irányába. Miközben mellette fut a 98-as vasútvonal Abaújszántó–Hidasnémeti része (mára megszűnt), addigra el is éri a járat a mezőgazdasági várost. Délkeleti irányban hagyja el, majd Aranyospuszta határában elhaladva Abaújalpár és Boldogkőújfalu következik, aztán a váráról híres Boldogkőváralja. Szomszédos települése Arka zsákfalu, a vonal végállomása.

## Közlekedése
| Útvonala                                             | Indításszáma | Közlekedése               |
| ---------------------------------------------------- | ------------ | ------------------------- |
| Encs, aut. áll. – Abaújszántó, Rákóczi u. 144. ford. | 1 pár        | tanszünetben munkanapokon |
| Encs, aut. áll. – Arka, kh.                          | 1 oda        | munkanapokon              |
| Encs, aut. áll. – Arka, kh.                          | 1 oda        | munkanapokon + szombaton  |
| Arka, kh. – Encs, aut. áll.                          | 1 oda        | tanítási napokon          |
| Boldogkőváralja, arkai elág. – Encs, aut. áll.       | 1 oda        | munkanapokon              |

## Megállóhelyei
| 0                                            | Encs, autóbusz-állomás végállomás                    | 0.0 km  | 3720, 3722, 3723, 3728, 3801, 3802, 3803, 3804, 3806, 3808, 3810, 3811, 3812, 3815, 3816, 3819, 3821, 3824 Forró-Encs [90.] |
| Csak az ellentétes irányból érkezők érintik. |                                                      |         | |
| ∫                                            | Encs, iskola                                         | ∫       | 3720, 3722, 3723, 3728, 3802, 3803, 3804, 3806, 3808, 3810, 3811, 3812, 3815, 3816, 3819, 3821, 3824, 3868                  |
| 1                                            | Encs, Rákóczi utca                                   | 1.0 km  | 3723, 3804, 3806, 3808, 3810, 3824, 3868                                                                                    |
| 2                                            | Gibárt, Kossuth utca 17.                             | 3.8 km  | 3723, 3804, 3806, 3808, 3810, 3824, 3868                                                                                    |
| 3                                            | Gibárt, Dózsa György utca 10.                        | 4.5 km  | 3723, 3804, 3806, 3808, 3810, 3824, 3868                                                                                    |
| 4                                            | Abaújkér, vasúti megállóhely                         | 7.7 km  | 3723, 3804, 3806, 3808, 3810, 3824, 3868 Abaújkér [98.]                                                                     |
| 5                                            | Abaújkér, Kassai utca 18.                            | 8.7 km  | 3723, 3806, 3808, 3810, 3824, 3868                                                                                          |
| 6                                            | Abaújszántó, mezőgazdasági szakközépiskola           | 10.5 km | 3723, 3806, 3808, 3810, 3824, 3868 Abaújszántó [98.]                                                                        |
| 7                                            | Abaújszántó, piactér                                 | 11.9 km | 3723, 3729, 3806, 3808, 3810, 3824, 3851, 3868                                                                              |
| 8                                            | Abaújszántó, Rákóczi utca 144. vonalközi végállomás  | 13.2 km | – |
| 9                                            | Abaújszántó, piactér                                 | 14.5 km | 3723, 3729, 3806, 3808, 3810, 3824, 3851, 3868                                                                              |
| 10                                           | Abaújszántó, állami gazdaság üzemegység              | 15.6 km | 3723, 3729, 3806, 3810, 3824, 3868                                                                                          |
| 11                                           | Aranyosi elágazás                                    | 17.7 km | 3723, 3729, 3806, 3810, 3824, 3868                                                                                          |
| 12                                           | Abaújalpár, bejárati út                              | 19.3 km | 3723, 3806, 3810, 3824 |
| 13                                           | Boldogkőújfalu, községháza                           | 21.1 km | 3723, 3806, 3810, 3824 |
| 14                                           | Boldogkőújfalu, Szabadság utca 85.                   | 21.8 km | 3723, 3806, 3810, 3824 |
| 15                                           | Boldogkőváralja, iskola                              | 23.1 km | 3723, 3806, 3810, 3824 |
| 16                                           | Boldogkőváralja, arkai elágazás vonalközi végállomás | 23.5 km | 3723, 3804, 3806, 3810, 3824                                                                                                |
| 17                                           | Arka, községháza végállomás                          | 26.1 km | 3723, 3810, 3824 |